# Liste bayerischer Wirtschaftspreise
Die Liste bayerischer Wirtschaftspreise bietet einen Überblick über die verschiedenen Wirtschaftspreise im deutschen Bundesland Bayern.
| Name des Preises                                               | Erstverleihung | Vergebende Institution | Zielgruppe                                              | Preisträger (Auswahl) |
| -------------------------------------------------------------- | -------------- | --- | ------------------------------------------------------- | --- |
| Bayerns Best 50                                                | 2002           | Bayerisches Staatsministerium für Wirtschaft, Landesentwicklung und Energie | wachstumsstarke Mittelstandsunternehmen                 | Kaspar Schulz Brauereimaschinenfabrik & Apparatebauanstalt (2015), msg systems (2003, 2005, 2011, 2014 und 2017), Musikhaus Thomann (2004, 2006 und 2018), Swoboda (2018)           |
| Münchener Business Plan Wettbewerb                             | 1996           | BayStartUp | Gründer in München                                      | AMSilk mit Thomas Scheibel (2006) |
| Businessplan Wettbewerb Schwaben                               |                | BayStartUp | Gründer im Regierungsbezirk Schwaben                    | |
| Exportpreis Bayern                                             | 2007           | Bayerisches Staatsministerium für Wirtschaft, Landesentwicklung und Energie, Bayerischer Industrie- und Handelskammertag, Arbeitsgemeinschaft der bayerischen Handwerkskammern | exportierende Unternehmen                               | Steingraeber (2018) |
| Bayerischer Familienunternehmer des Jahres                     |                | Die Familienunternehmer | Familienunternehmen                                     | Alte Hausbrennerei Penninger (2022) |
| Finanzmedaille des Bayerischen Staatsministeriums der Finanzen | 1996           | Bayerisches Staatsministerium der Finanzen und für Heimat | Unternehmen und Personen mit Verdiensten im Finanzwesen | Christine Bortenlänger (2012), Norbert Reithofer (2016) |
| Innovationspreis Bayern                                        |                | Bayerisches Staatsministerium für Wirtschaft, Landesentwicklung und Energie | innovative Unternehmen                                  | Concept Laser (2016), Enocean (2002), EuromedClinic (1998), FH Ingolstadt (2008), Maschinenfabrik Reinhausen (2014), Océ (2012), Schlenk Metallic Pigments (2022), WaveLight (2000) |
| LaMonachia                                                     | 2018           | München | Unternehmerinnen in München                             | Steffi Czerny, Samira Ceribašić, Anja Konhäuser (2025), Catherine Demeter (2023), Katharina Schüller (2019)                                                                         |
| Matthäus-Runtinger-Medaille                                    | 1980           | Verleiher | Regensburger Persönlichkeiten                           | Rudolf Aschenbrenner (1992), Helmut Brüchner (1986), Walter Kunerth (1996), Egon Scheubeck (1984)                                                                                   |
| Der bayerische Mittelstandspreis                               |                | Europäisches Wirtschaftsforum | Mittelstandsunternehmen                                 | Huber SE (2010), Rational AG (2013), Swoboda (2007) |
| Bayerischer Qualitätspreis                                     | 1993           | Bayerisches Staatsministerium für Wirtschaft, Infrastruktur, Verkehr und Technologie                                                                                           | Unternehmen mit ganzheitlicher Unternehmensqualität     | Rischart (2012) Sandler AG (1994), Swoboda (2014), Zambelli Unternehmensgruppe (2013)                                                                                               |
| Wirtschaftspreis des Landkreises Starnberg                     |                | GWT Starnberg | Unternehmen im Landkreis Starnberg                      | EOS (2016), 3M Seefeld (2022) |
| Wirtschaftspreis des Landkreises Bad Tölz-Wolfratshausen       | 1999           | Landkreis Bad Tölz-Wolfratshausen | Unternehmen im Landkreis Bad Tölz-Wolfratshausen        | Tunap (2023) |